# Ōtaki (Chiba)
Ōtaki (jap. 大多喜町 Ōtaki-machi) – miasto w Japonii, na wyspie Honsiu, w prefekturze Chiba. Według danych na rok 2020 miejscowość zamieszkiwało 8 885 mieszkańców , a gęstość zaludnienia wyniosła 68,4 os./km².